# 1000 Homo DJs
1000 Homo DJs fue una banda de rock industrial estadounidense, formada en 1988 por músicos de la agrupación Ministry. El proyecto fue reconocido especialmente por su versión de la canción "Supernaut" de Black Sabbath, publicada por la discográfica Wax Trax! Records e incluida en el álbum Nativity in Black: A Tribute to Black Sabbath. 1000 Homo DJs inició como un proyecto paralelo para publicar outtakes del álbum The Land of Rape and Honey de Ministry.

## Músicos
Los músicos de 1000 Homo DJs fueron identificados con seudónimos en las notas interiores del CD. Sin embargo, sus identidades pueden ser identificadas.
- Buck Satan: Al Jourgensen
- Officer Agro: Se especula que se trata de Jeff Ward,[2] Paul Barker o Martin Atkins[3]
- Ike Krull: Mike Scaccia
- The Temple of Drool Choir: Mike O'Connell, Wes Kidd, Brian St. Clair, Herb Rosen, Joe Kelly, David "Slash" Weidman, Jerry Rodgers
- Wee Willie Reefer: Bill Rieflin
- Count Ringworm: Jello Biafra

## Discografía

### Sencillos
- "Apathy" (1988)
- "Supernaut" (1990)